# Spolský Rybník
Spolský Rybník är en sjö i Tjeckien.   Den ligger i regionen Södra Böhmen, i den centrala delen av landet, 130 km söder om huvudstaden Prag. Spolský Rybník ligger 447 meter över havet. Arean är 0,73 kvadratkilometer. I omgivningarna runt Spolský Rybník växer i huvudsak blandskog. Den sträcker sig 1,8 kilometer i nord-sydlig riktning, och 1,2 kilometer i öst-västlig riktning.